# Craig Armstrong
Craig Armstrong, OBE (* 29. April 1959 in Glasgow) ist ein schottischer Komponist moderner Orchester- und Filmmusik, häufig mit elektronischen Elementen.

## Biografie
Armstrong wurde 1959 in Glasgow, Schottland geboren. Er war dort als Mitglied der Bands Hipsway, Texas und The Big Dish ein Teil der örtlichen Bandkultur. Er genoss eine fundierte Ausbildung in Komposition und Klavier an der Royal Academy of Music in London.
In den späten 1980er Jahren begann er seine Karriere mit klassischen Kompositionen für das Glasgower Tron Theater, das Scottish Chamber Orchestra, das Scottish National Orchestra (das heutige Royal Scottish National Orchestra) und das BT Ensemble. Er war Komponist und Arrangeur für Madonna, U2, Björk, Massive Attack und Tina Turner.
Im Jahr 1984 war er Music and Dance Specialist am Strathclyde Regional Council. 1985 besuchte er den Gulbenkian Kurs für Komposition und Choreographie. 1990 nahm Armstrong mit seiner Musiktheatergruppe Performance am Glasgow Mayfest teil.
Im Jahr 1996 veröffentlichte er seine erste Filmmusik für den Film Romeo + Julia.
2017 wurde er in die Academy of Motion Picture Arts and Sciences (AMPAS) aufgenommen, die jährlich die Oscars vergibt.

## Stil
Sowohl die Soundtracks als auch seine Soloalben zeichnen sich durch Stücke aus, in denen elektronische Klänge auf klassische Instrumente treffen (Klavier, Streichorchester) und deren Arrangements teilweise an klassische Musik erinnern. Dabei greift er häufig schon bekannte Themen aus Arbeiten wieder auf z. B. mit Massive Attack (Sly) und verarbeitet sie zu etwas Neuem. Auch hat er sehr viele Gast-Musiker herangezogen, so zum Beispiel Bono von U2 (Stay, ein U2-Cover) auf dem Album As If to Nothing oder Antye Greie-Ripatti, Sängerin der deutschen Band Laub, die beim Stück Waltz auf Deutsch HTML- und JavaScript-Code liest.
Auf den ersten Blick stellt Piano Works eine Ausnahme dar. Auf diesem Album präsentiert Armstrong Klavierversionen einiger seiner Pop- und Filmkompositionen sowie einige neue Stücke. Durch den Stil der Produktion (viel Hall, teilweise elektronische Verfremdung) gibt Armstrong aber auch diesem Album ein Pop-Flair.

## Filmografie (Auswahl)
- 1996: William Shakespeares Romeo + Julia (William Shakespeare’s Romeo + Juliet, auch Darsteller)
- 1996: Fridge
- 1997: Orphans
- 1999: Plunkett & Macleane
- 1999: Eiskalte Engel (Cruel Intentions)
- 1999: Best Laid Plans (auch Darsteller)
- 1999: Der Knochenjäger (The Bone Collector)
- 2000: Ein Tag im September (One Day in September)
- 2001: Moulin Rouge (auch Musikarrangeur und Musikproduzent)
- 2001: Kiss of the Dragon
- 2002: Die unbarmherzigen Schwestern (The Magdalene Sisters)
- 2002: Der stille Amerikaner (The Quiet American)
- 2002: Al cuore
- 2003: Tatsächlich… Liebe (Love Actually)
- 2004: Anatomie einer Entführung (The Clearing)
- 2004: Ray
- 2005: Ein Mann für eine Saison (Fever Pitch)
- 2006: World Trade Center
- 2007: Elizabeth – Das goldene Königreich (Elizabeth: The Golden Age)
- 2008: Der unglaubliche Hulk (The Incredible Hulk)
- 2010: Wall Street: Geld schläft nicht (Wall Street: Money Never Sleeps)
- 2011: In Time – Deine Zeit läuft ab (In Time)
- 2011: The Descendants – Familie und andere Angelegenheiten (The Descendants)
- 2013: Der große Gatsby (The Great Gatsby)
- 2015: Am grünen Rand der Welt (Far from the Madding Crowd)
- 2015: Victor Frankenstein – Genie und Wahnsinn (Victor Frankenstein)
- 2016: Ein ganzes halbes Jahr (Me Before You)
- 2016: Bridget Jones’ Baby (Bridget Jones’s Baby)
- 2016: Snowden
- 2019: Mrs Lowry & Son
- 2019: The Burnt Orange Heresy
- 2019: In deinen Armen (Dirt Music)
- 2020: Der einzig wahre Ivan (The One and Only Ivan)
- 2023: In voller Blüte (The Great Escaper)

## Solo-Alben
- 1998: The Space Between Us
- 2002: As If to Nothing
- 2004: Piano Works
- 2005: Film Works
- 2008: Memory Takes My Hand
- 2014: It’s Nearly Tomorrow
- 2018: Sun on You
- 2022: Nocturnes: Music for 2 Pianos

## Weitere Gastbeiträge
- 2015: Kelvingrove Nils Wülker feat. Craig Armstrong (Album „Up“)

## Auszeichnungen
- 2002: Golden Globe Award für Moulin Rouge
- 2002: Anthony Asquith Award für Moulin Rouge
- 2002: Satellite Award für Moulin Rouge
- 2004: Grammy für Ray